# Walewice (Karolina)
Walewice (daw. Folwark Linin) – przysiółek wsi Karolina w Polsce, położony w województwie mazowieckim, w powiecie piaseczyńskim, w gminie Góra Kalwaria.
Folwark przynależał do Dóbr Ziemskich Linin.
Wcześniejsza nazwa to Folwark Linin, od końca XIX w. używano już wymiennie z nazwą Walewice, dla odróżnienia od wsi włościańskiej Linin.
Nazwa folwarku wywodzi się od nazwiska hrabiego Wincentego Colonna Walewskiego, dziedzica Linina i Czaplina w latach 1887–1894. Nazwa hipoteczna pozostała jednak bez zmiany „Dobra ziemskie Linin”.
Grunty folwarku graniczyły od północy i wschodu z osadą Czersk, od północy także z Czaplinkiem, Marianką i Stefanowem, od południa z Aleksandrowem i wsią Linin, a od zachodu z majątkiem Czaplin, Wincentowem i Karoliną.
Podczas pierwszego Powszechnego Spisu Ludności w 1921 r. w folwarku Walewice było 5 domów mieszkalnych, w których spisano 52 osoby, wszystkie wyznania katolickiego.

## Dawni właściciele Walewic
- do 1244 książęta mazowieccy
- 1244-1803 parafia w Czersku
- 1803-1830 Ekonomia Rządowa w Potyczy
- 1830-1851 Wincenty Kozłowski
- 1851-1870 Felicjan Antoni Kozłowski
- 1872–1874 Gustaw Adolf Rothert
- 1874-1878 Stanisław Stroński
- 1878-1882 Władysław Michniewicz
- 1882-1883 Feliks Ostaszewski
- 1883-1887 Felicjan Długoborski
- 1887-1894 hrabia Wincenty Colonna Walewski
- 1894-1896 Antoni i Tatiana Narkiewiczowie
- 1896-1898 Marii i Feliksowi Wacławowi Jełowickim
- 1898 Liber vel Ludwik Walfisz
- 1898-1911 Władysław Mieczysław Kozłowski i Władysław Zaremba
- 1911-1914 Jan Przanowski i Zygmunt Józef Ignacy Makulski
- 1914-ok. 1918 Jan Przanowski
- 1918-1944 Stefan Kowalski
- 1944 parcelacja majątku
- Od 2004 właścicielem części majątku jest Genowefa Łudzień

## Przynależność administracyjna
Do 1867 r. Walewice należały do gminy Czaplin, w latach 1867–1954 do gminy Czersk, w latach 1955–1959 do gromady Wincentów, w latach 1960–1972 do gromady Czersk. Od dnia 1 stycznia 1973 r. jako część wsi Karolina do gminy Góra Kalwaria.